# Optické vlastnosti
Optické vlastnosti charakterizují odezvu materiálů na dopadající elektromagnetické záření. Pro každý materiál platí, že dopadající záření je materiálem částečně propuštěno, částečně odraženo a částečně pohlceno.

## Základní optické vlastnosti
- emisivita
- propustnost
- odrazivost
- pohltivost (absorptivita, absorpce)

## Podobné stránky
- Optické konstanty